# Taretan (kommun)
Taretan är en kommun i Mexiko.   Den ligger i delstaten Michoacán de Ocampo, i den södra delen av landet, 290 km väster om huvudstaden Mexico City.
Följande samhällen finns i Taretan:
- Taretán
- Tomendán
- Tahuejo
- La Purísima
- La Florida
- Mesa de Cázarez
- Chupanguío
- San José Obrero